# Orden Ogan
Orden Ogan är ett tyskt power metal-/folk metal-band, grundat 1996 i Arnsberg som Tanzende Aingewaide. År 1997 ändrade de sitt namn till det nuvarande.

## Medlemmar
Nuvarande medlemmar
- Seeb (Sebastian Levermann) – gitarr, sång, keyboard (1996– )
- Tobi (Tobias Kersting) – gitarr (2005– )
- Niels Löffler – basgitarr (2011– )
- Ghnu (Dirk Meyer-Berhorn) – trummor (2012– )

Tidigare medlemmar
- Sebastian Severin – basgitarr, sång (1996–2007)
- Stefan Manarin – sång, gitarr (1996–2006)
- Christina Decker – sång, flöjt (1996–2000)
- Sebastian Grütling – trummor, slagverk (1996–2012)
- Sven Känzler – sång (1996)
- Marc Peters – gitarr (1998–2000)
- Nora Schumann – oboe (1998–2000)
- Philip Donner – keyboard (2000)
- Verena Melchert – flöjt, sång (2001–2004)
- Nils	(Nils Weise) – keyboard, akustisk gitarr, sång (2002–2011)
- Timo Könnecke – basgitarr (2006–2007)
- Lars Schneider – basgitarr (2007–2011)

Turnerande medlemmar
- Marc Brutus – basgitarr (2008)
- Bastian Emig – trummor (2011–2012)

## Diskografi
Demo
- 1997 – Into Oblivion
- 1998 – Anthem to the Darkside
- 1999 – Soli Deo Gloria

Studioalbum
- 2004 – Testimonium A.D. (självutgiven)
- 2008 – Vale (Yonah Records)
- 2010 – Easton Hope (AFM Records)
- 2012 – To the End (AFM Records)
- 2015 – Ravenhead (AFM Records)
- 2017 – Gunmen (AFM Records)
- 2021 – Final Days (AFM Records)

Livealbum
- 2017 – Gunmen Live

Singlar
- 2007 – "Winds of Vale"
- 2012 – "The Things We Believe In"
- 2014 – "F.E.V.E.R."

Samlingsalbum
- 2010 – Nobody Leaves